# Heikki Hirvonen
Heikki Hirvonen   (Rääkkylä, 8 de febrer de 1895 - Riihimäki, 19 d'agost de 1973) fou un esquiador finlandès que va competir durant la dècada del 1920.
El 1924 va prendre part en els Jocs Olímpics de Chamonix. Va guanyar la medalla de plata en la prova de patrulla militar per equips, formant equip amb August Eskelinen, Ville Mattila i Väinö Bremer.